# Municipio de Demir Hisar
El municipio de Demir Hisar (en idioma macedonio: Општина Демир Хисар) es uno de los ochenta y cuatro municipios en los que se subdivide administrativamente Macedonia del Norte.

## Geografía
Este municipio se encuentra localizado en el territorio que abarca la región estadística de Pelagonia. 

## Población
La superficie de este municipio abarca una extensión de territorio de unos 480,13 kilómetros cuadrados. La población de esta división administrativa se encuentra compuesta por un total de 9.497 personas (según las cifras que arrojaron el censo llevado a cabo en el año 2002). Mientras que su densidad poblacional es de unos veinte habitantes por cada kilómetro cuadrado aproximadamente.